# Slingepark
Het Slingepark is een park in de wijk De Drait in de Friese plaats Drachten.

## Geschiedenis
Het oorspronkelijke bospark is aangelegd in de jaren zeventig en werd vanaf 2007 grondig opgeknapt. Door de aanleg van de wijk Drachtstervaart waren afwateringsproblemen ontstaan en verbindingen verbroken. Er werden vijvers en nieuwe paden aangelegd. Het voor €1,2 miljoen heringerichte park werd in juni 2008 geopend en is een echt gebruikspark geworden waar veel mensen hun vrije tijd doorbrengen en gebruik kunnen maken van een tennisbaan, skatebaan, basketbalveldje en toestellen voor calisthenics. Ook zijn er speeltoestellen, een strandje en een trimparcours. In het najaar van 2008 begon de bouw van een jeugdhonk, dit wijkoverstijgende tienercentrum 'Place 2B' werd eind 2009 geopend.

### Simmerdeis
In 2011 verhuisde het festival 'Simmerdeis' van het Kiryat Onoplein naar het Slingepark. Sinds 2007 organiseert De Lawei-producties met meer dan 100 vrijwilligers dit meerdaagse festival met podiumkunsten en muziek. De meeste activiteiten van Simmerdeis vinden plaats in het Slingepark, veel voorstellingen en alle muziekacts op het hoofdpodium zijn gratis toegankelijk. Een aantal voorstellingen is op locatie ergens in de gemeente Smallingerland, waaronder de aan de andere kant van de Drachtstervaart gelegen Sluisfabriek.
Reidingpark · 
Slingepark · 
Thalenpark · 
Van Haersmapark · 
Vrijheidspark

Parken in Friesland